# 문병로
문병로는 대한민국의 컴퓨터공학자이자 금융인이다. 서울대 컴퓨터공학부 교수로 재직 중이며, 옵투스자산운용 대표이다.

## 약력
- 2001년 4월: 옵투스(현 옵투스자산운용) 설립
- 1997년 9월 ~ 현재: 서울대학교 컴퓨터공학부 교수
- 1996년 2월 ~ 1997년 8월: LG반도체 연구원
- 1994년 12월 ~ 1996년 1월: UCLA VLSI CAD 연구실 박사후과정
- 1987년 2월 ~ 1991년 7월: LG전자 연구원

## 학력
- 1991년 8월 ~ 1994년 9월: 펜실베이니아 주립 대학교 컴퓨터공학 박사
- 1985년 3월 ~ 1987년 2월: 한국과학기술원 컴퓨터공학부 석사
- 1980년 3월 ~ 1985년 2월: 서울대학교 컴퓨터공학 학사

## 저서/역서
- 《문병로 교수의 메트릭 스튜디오》, 문병로, 김영사, 2014년 3월
- Introduction to Algorithms, 토머스 코멘/찰스 레이서손/로날드 리베스트/클리포드 스타인 저, 문병로/심규석/이충세 역, 한빛아카데미, 2014년 6월
- 쉽게 배우는 알고리즘 : 관계 중심의 사고법, 문병로, 한빛아카데미, 2013년 7월
- 쉽게 배우는 유전 알고리즘 : 진화적 접근법, 문병로, 한빛아카데미, 2014년 9월
- 유전 알고리즘, 문병로,두양사, 2003년 3월